# Vatio
El vatio o watt (símbolo: W) es la unidad derivada coherente del Sistema Internacional de Unidades (SI) para la potencia. Es igual a 1 julio por segundo (1 J/s). Se utiliza para cuantificar la tasa a la que se transfiere la energía. En términos de unidades básicas del SI, el vatio se describe como kg⋅m²/s³.
El vatio, sus múltiplos y submúltiplos son unidades aplicables a cualquier potencia, sea esta mecánica, eléctrica, magnética, acústica, o de cualquier otra índole. Debido a que el vatio es una unidad pequeña, es común expresar la potencia también en kilovatios (kW = 1000 W) o megavatios (MW = 1 000 000 W).
Al ser el vatio una unidad coherente del SI, se puede expresar algebraicamente combinando otras unidades coherentes del SI con la multiplicación y exponenciación. Por ejemplo, expresado en unidades eléctricas, el vatio se puede expresar como W = V ⋅ A (aunque en ingeniería eléctrica esta expresión suele usarse exclusivamente para la potencia aparente en circuitos de CA); en unidades usadas en la hidráulica: W = Pa ⋅ m³/s.

## Definición
Las ecuaciones que relacionan dimensionalmente el vatio con las unidades básicas del Sistema Internacional son:
- En términos de la mecánica clásica: Cuando la velocidad de un objeto se mantiene constante a un metro por segundo con la oposición de una fuerza de un newton la tasa a la que se realiza el trabajo es un vatio.

{\displaystyle \mathrm {W={\frac {J}{s}}={\frac {N\cdot m}{s}}={\frac {kg\cdot m^{2}}{s^{3}}}} }
- En términos del electromagnetismo: Un vatio es la proporción por unidad de tiempo, o ritmo, con la cual la energía eléctrica es transferida por un circuito eléctrico, cuando una corriente de 1 amperio (A) circula con una diferencia de potencial de 1 voltio (V). Al ser magnitudes vectoriales, en corriente alterna 1 vatio no equivale a 1 voltiamperio pues esta nos indica la potencia aparente del circuito.

{\displaystyle \mathrm {1~W={1~V\cdot 1~A}=1~{\frac {V^{2}}{\Omega }}=1~A^{2}\Omega ={\frac {kg\cdot m^{2}}{s^{3}}}} }

## Origen y adopción como una unidad del Sistema Internacional de Unidades

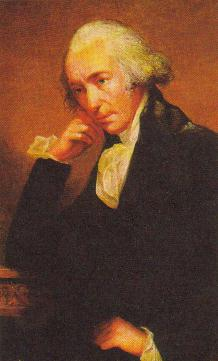
Retrato de James Watt

El término «vatio» es la castellanización de watt, unidad que recibe su nombre de James Watt, ingeniero escocés del siglo XVIII conocido por sus contribuciones al desarrollo de la máquina de vapor. Fue adoptado por el Segundo Congreso de la Asociación Británica por el Avance de la Ciencia en 1889 y por la undécima Conferencia General de Pesos y Medidas en 1960 como la unidad de potencia incorporada en el Sistema Internacional de Unidades.
En octubre de 1908, en la Conferencia Internacional sobre Unidades y Normas Eléctricas en Londres, se establecieron las llamadas definiciones "internacionales" para las unidades eléctricas prácticas. La definición de Siemens fue adoptada como el vatio "internacional". (También usado: 1 A2 × 1 Ω.) El vatio se definió como igual a 107 unidades de potencia en el "sistema práctico" de unidades.  Las "unidades internacionales" fueron dominantes desde 1909 hasta 1948. Después de la novena Conferencia General de Pesos y Medidas en 1948, el vatio "internacional" se redefinió de unidades prácticas a unidades absolutas (es decir, usando solo longitud, masa y tiempo). Concretamente, esto significaba que 1 vatio se definía ahora como la cantidad de energía transferida en una unidad de tiempo, es decir, 1 J/s. En esta nueva definición, 1 vatio "absoluto" = 1,00019 vatios "internacionales". Es probable que los textos escritos antes de 1948 utilicen el vatio "internacional", lo que implica precaución al comparar valores numéricos de este período con el vatio posterior a 1948.

## Múltiplos del Sistema Internacional
A continuación, una tabla de los múltiplos y submúltiplos del Sistema Internacional de Unidades.
| Submúltiplos                                   | Submúltiplos | Submúltiplos |        | Múltiplos | Múltiplos   | Múltiplos |
| Valor                                          | Símbolo      | Nombre       | Valor  | Símbolo   | Nombre      |           |
| 10−1 W                                         | dW           | decivatio    | 101 W  | daW       | decavatio   |           |
| 10−2 W                                         | cW           | centivatio   | 102 W  | hW        | hectovatio  |           |
| 10−3 W                                         | mW           | milivatio    | 103 W  | kW        | kilovatio   |           |
| 10−6 W                                         | µW           | microvatio   | 106 W  | MW        | megavatio   |           |
| 10−9 W                                         | nW           | nanovatio    | 109 W  | GW        | gigavatio   |           |
| 10−12 W                                        | pW           | picovatio    | 1012 W | TW        | teravatio   |           |
| 10−15 W                                        | fW           | femtovatio   | 1015 W | PW        | petavatio   |           |
| 10−18 W                                        | aW           | attovatio    | 1018 W | EW        | exavatio    |           |
| 10−21 W                                        | zW           | zeptovatio   | 1021 W | ZW        | zettavatio  |           |
| 10−24 W                                        | yW           | yoctovatio   | 1024 W | YW        | yottavatio  |           |
| 10−27 W                                        | rW           | rontovatio   | 1027 W | RW        | ronnavatio  |           |
| 10−30 W                                        | qW           | quectovatio  | 1030 W | QW        | quettavatio |           |
| Prefijos comunes de unidades están en negrita. |              |              |        |           |             |           |

Esta unidad del Sistema Internacional es nombrada así en honor a James Watt. En las unidades del SI cuyo nombre proviene del nombre propio de una persona, la primera letra del símbolo se escribe con mayúscula (W), en tanto que su nombre siempre empieza con una letra minúscula (vatio), salvo en el caso de que inicie una frase o un título.
Basado en The International System of Units, sección 5.2.

Esta sección muestra ejemplos de la potencia en vatios producidos por diversas fuentes de energía. Se agrupan en órdenes de magnitud, y cada sección cubre tres órdenes de magnitud, o un factor de mil.

### Attovatio
Los attovatios (aW) es igual a la trillonésima parte de un vatio (10−18 W). Se utilizan para describir la sensibilidad de fototransistores de infrarrojos y bolómetros.

### Femtovatio
El femtovatio (fW) es igual a la milbillonésima parte de un vatio (10−15 W). Potencias tecnológicamente importantes que se miden en femtovatios se encuentran típicamente en la referencia(s) para receptores de radio y de radar.

### Picovatio
El picovatio (pW) es igual a la billonésima parte de un vatio (10−12 W). Potencias tecnológicamente importantes que se miden en picovatios se utilizan normalmente en referencia a la radio y de radar receptores, acústica y en la ciencia de la radioastronomía.

### Nanovatio
Un nanovatio (nW) es equivalente a una milmillonésima parte de vatio (10−9 W). Para una estrella aislada de magnitud +3.5, un metro cuadrado de superficie recibe un nanovatio de potencia en forma de radiación.

### Microvatio
Un microvatio (µW) es equivalente a una millonésima parte de un vatio (10−6 W). Ejemplos de transmisión de energía en este orden son las comunicaciones por fibra óptica que dan potencias en torno a los microvatios-milivatios en la mayor parte de los casos.

### Milivatio
Un milivatio (mW) es equivalente a una milésima de vatio (10−3 W). Un puntero láser típico puede dar lugar a haces de luz de 5 milivatios de potencia de salida. Otros ejemplos de consumo o generación del orden de milivatios son las transmisiones por fibra óptica ya mencionadas en el anterior apartado, algunos tipos de ledes o experimentos en micromotores de combustión interna.

### Vatio
Es el consumo típico necesario para la emisión-recepción de comunicaciones con teléfonos móviles.

### Kilovatio
El kilovatio (kW), igual a mil vatios (103 W), se usa habitualmente para expresar la potencia de motores, y la potencia de herramientas y máquinas. Un kilovatio equivale aproximadamente a 1,341 022 caballos de fuerza, o 1,359 622 caballos de vapor.

### Megavatio
El megavatio (MW) es igual a un millón de vatios (106 W). Se emplea para medir potencias grandes, donde las cifras del orden de los cientos de miles no resultan significativas.
Muchas cosas pueden tener la transferencia o consumo de energía en esta escala; algunos de esos eventos incluyen: rayos, centrales eléctricas, grandes motores eléctricos o de combustión interna, buques de guerra (como los portaaviones y los submarinos) y alguno de los equipamientos científicos (como grandes láseres).

### Gigavatio
Un gigavatio (GW) es una unidad de potencia equivalente a mil millones de vatios (109 W). Esta unidad suele utilizarse en grandes plantas generadoras de electricidad o en las redes eléctricas. La generación de energía en la presa Hoover puede ser un buen ejemplo; posee una capacidad instalada de potencia eléctrica de 2,08 GW. La presa de las Tres Gargantas tiene una capacidad instalada de potencia eléctrica de 22,5 GW, la mayor de todas las plantas de energía eléctrica en 2018.

### Teravatio
Un teravatio (TW) es una unidad de potencia equivalente a un billón de vatios (1012 W). La potencia total usada por los humanos a nivel mundial (alrededor de 16 TW en 2006) se mide normalmente en el orden de estas unidades. Los láseres más potentes desde mediados de los años 1960 hasta la mitad de los años 1990 daban una salida de potencia del orden de teravatios, sólo durante unos nanosegundos. El pico de potencia de transmisión de energía a los rayos puede llegar a ser de un teravatio, aunque esta potencia es transmitida sólo durante un corto período de tiempo.

### Petavatio
Un petavatio (PW) es una unidad de potencia equivalente a mil billones de vatios (1015 W). Esta potencia puede producirse en los grandes láseres en escalas de tiempo del orden de femtosegundos (10−15 s). Basándose en la media de radiación solar de 1,366 kW/m² la potencia total de la radiación incidente en la atmósfera terrestre es estimada de 174 PW, potencia que se traduce directamente en energía eólica y de las corrientes marinas que también se sitúan en este orden.

## Usos erróneos

### Confusión entre vatio y vatio-hora
En el habla vulgar, los conceptos de potencia y energía se confunden con frecuencia. La potencia es la tasa a la que se transfiere, genera o usa la energía, o se realiza trabajo. Un vatio es un julio en un segundo.
El vatio-hora (Wh) se usa para expresar la cantidad de energía, no de potencia, que se puede generar o utilizar en una hora. Se podría definir como la energía necesaria para mantener una potencia constante de 1 vatio durante una hora. 1 Wh equivale a 3600 julios (J) y 1 kWh a 3,6 MJ.
El vatio-hora no es una unidad del Sistema Internacional de Unidades y es incoherente con él (es decir, requiere factores de conversión). Aunque ISO y CEI lo aceptan, recomiendan usar la unidad del SI, el julio (J), sus múltiplos o submúltiplos.
Un ejemplo similar es el concepto de año luz, definido como la distancia que recorre la luz en un año. En este caso la velocidad se refiere a recorrer distancias, mientras que en el W·h se refiere a consumo o producción de energía. En ambos casos se produce un uso alternativo de unidades (de segundos a años u horas respectivamente) que permite emplear números más pequeños para representar grandes magnitudes.

### Confusión con otras unidades
Las organizaciones internacionales BIPM, ISO y CEI establecen.

«"El símbolo de la unidad no debe utilizarse para proporcionar información específica sobre la magnitud y no debe nunca ser la única fuente de información respecto de la magnitud. Las unidades no deben ser modificadas con información adicional sobre la naturaleza de la magnitud; este tipo de información debe acompañar al símbolo de la magnitud y no al de la unidad..."»

 que no está permitido añadir información sobre la magnitud que describa a la unidad, ya que la magnitud no es parte de la unidad. Se listan algunos ejemplos no válidos:
- «vatio pico» (Wp) y «kilovatio pico» (kWp): es una medida para la potencia nominal de un dispositivo de energía solar fotovoltaica en condiciones de iluminación de laboratorio.
- «megavatio térmico» (MWt): es una medida para el flujo térmico a una planta de energía (por ejemplo, nuclear o de ciclo combinado).
- «megavatio eléctrico» (MWe): es una medida para la potencia eléctrica producida por una planta de energía.
- «vatio rms» (Wrms): es una medida para la potencia que es capaz de proporcionar un amplificador de audio en su salida cuando la entrada es una señal con características especificadas (usualmente senoidal).
- «vatio» (Wpep): es una medida para la potencia de envolvente más alta suministrada a la línea de transmisión de la antena por un transmisor de radiofrecuencia durante cualquier ciclo de RF sin distorsión completa o una serie de ciclos de radiofrecuencia completos (usualmente senoidal). Por ejemplo, en Estados Unidos la FCC (Comisión Federal de Comunicaciones) utiliza PEP (Peak envelope power.) para establecer estándares de potencia máxima para transmisores de radioaficionados.[15]